# Кукунур
Кукунур (бур. Хүхэ нуур) — деревня в Аларском районе Усть-Ордынского Бурятского округа Иркутской области. Входит в муниципальное образование «Аларь».

## География
Деревня расположена в 40 км юго-восточнее районного центра, на высоте 569 м над уровнем моря.

## Внутреннее деление
Состоит из 2 улиц: Центральной и Школьной.

## Происхождение названия
Название деревни Кукунур дано по названию озера Кукунур, располагающегося рядом. Данный топоним происходит от бурятского хүхэ нуур — «синее (голубое) озеро».

## Население
| 2002 | 2010 | 2011 | 2012 |
| ---- | ---- | ---- | ---- |
| 171  | ↘133 | →133 | ↘131 |